# Macrostrombus costatus
Strombe laiteux
Espèce
Macrostrombus costatus, le Strombe laiteux,, est une espèce de mollusques gastéropodes de la famille des Strombidae.

## Répartition
Macrostrombus costatus se rencontre dans l'Atlantique ouest aux latitudes comprises entre 35°N et 21°S et aux longitudes entre 100° et 28°O. Cette espèce est présente entre 2 et 55 m de profondeur.

## Description
La coquille de cette espèce mesure au maximum 231 mm mais sa taille habituelle est d'environ 160 mm.

## Systématique
Le nom valide complet (avec auteur) de ce taxon est Macrostrombus costatus (Gmelin, 1791).
L'espèce a été initialement classée dans le genre Strombus sous le protonyme Strombus costatus Gmelin, 1791.
Macrostrombus costatus a pour synonymes :
- Aliger costatus (Gmelin, 1791)
- Lambis accipitrina Röding, 1798
- Lobatus costatus (Gmelin, 1791)
- Strombus accipiter Dillwyn, 1817
- Strombus costatus aguayoi Jaume & del Valle, 1947
- Strombus costatus griffini Petuch, 1994
- Strombus costatus spectabilis A.H.Verrill, 1950
- Strombus costatus Gmelin, 1791
- Strombus inermis Swainson, 1822
- Strombus integer Swainson, 1823
- Strombus jeffersonia Van Hyning, 1945